# U-Bahnhof Oberbilk S
Der U-Bahnhof Oberbilk  (bis 2012 wurde er mit U-Bahnhof Oberbilk Bf./PhilipsHalle bezeichnet) ist eine Station der Düsseldorfer Stadtbahn. Er liegt im Verlauf der ersten Stammstrecke im Stadtteil Oberbilk der nordrhein-westfälischen Landeshauptstadt Düsseldorf. Der nördlich des namensgebenden S-Bahnhofs errichtete Bahnhof wurde am 15. Juni 2002 dem Verkehr übergeben. Der U-Bahnhof erschließt die benachbarte Mitsubishi Electric Halle und die umgebenden Wohnquartiere. Er wird von den Stadtbahnlinien U76 und U79 bedient. Eine Verknüpfung mit weiteren Linien des Düsseldorfer Nahverkehrs besteht an einer oberirdischen Haltestelle der Straßenbahn und dem bereits erwähnten S-Bahnhof. Im Jahr 2002 lag die Zahl der Ein-, Aus- und Umsteiger bei ca. 15.000 bis 20.000 je Werktag.

## Lage

### Streckennetz
Der U-Bahnhof befindet sich südöstlich der Innenstadt im Stadtteil Oberbilk. Hinter dem Hauptbahnhof teilen sich die im Innenstadttunnel gemeinsam geführten Stammstrecken wieder auf. Dabei wird die zweite Stammstrecke Richtung Eller über den U-Bahnhof Handelszentrum/Moskauer Straße und die erste Stammstrecke über den U-Bahnhof Ellerstraße zum 590 m entfernten U-Bahnhof Oberbilk S weitergeführt. Nachdem sie diesen passiert hat, verläuft der Tunnel unterhalb der Eisenbahnstrecke von Düsseldorf nach Köln und erreicht kurz darauf eine Rampe in Höhe der Kaiserslauterner Straße, nach der die Strecke in einem leichten Einschnitt bis zum 580 m entfernten Haltepunkt Kaiserslauterner Straße geführt wird.

### Stadtteil
Der U-Bahnhof selbst befindet sich im südlichen Bereich des Stadtteiles Oberbilk und ist unterhalb der Straßenkreuzung Oberbilker Allee/Stoffeler Straße bzw. Siegburger Straße gelegen. Etwas weiter nördlich schließt sich mit Kölner Straße das Stadtteilzentrum an. So dient er den umgebenden Wohnquartieren im Norden, Westen und Osten sowie der benachbarten Gemeinschaftsgrundschule Stoffeler Straße als Zugang zum Düsseldorfer Stadtbahnnetz.
Südlich des U-Bahnhofs befindet sich der namensgebende S-Bahnhof Düsseldorf-Oberbilk. Weiter südlich schließen sich der Volksgarten und die Veranstaltungsstätte Mitsubishi Electric Halle an. Für die letztgenannte übernimmt er, neben dem S-Bahnhof, die Hauptfunktion in der Zu- und Wegführung der Besucherströme durch den ÖPNV.

## Geschichte
Im Rahmen der Stadtbahn Rhein-Ruhr bestehen seit Anfang der 1960er Jahre Planungen für ein umfangreiches Stadtbahnnetz in Düsseldorf. Ursprünglich war geplant, die Stammstrecke 1 von Oberbilk durch den Südpark bis zur Heinrich-Heine-Universität zu bauen. Diese Pläne wurden jedoch nicht weiter verfolgt.
1994 wurde dann begonnen, ab der Rampe Stahlwerkstraße an den Innenstadttunnel anschließend den Oberbilker Tunnel in südliche Richtung verlaufend zu errichten. Damit sollten sowohl die Kölner Straße als auch die Stoffeler Straße entlastet werden und die Fahrzeit auf diesem Streckenabschnitt um fünf Minuten verkürzt werden.
Der U-Bahnhof wurde zusammen mit dem Tunnel der Stammstrecke 1 am 15. Juni 2002 dem Verkehr übergeben.
Im Zuge des Fahrplanwechsels am 7. Januar 2012 wurde der Name von „U-Bahnhof Oberbilk Bf./PhilipsHalle“ in „U-Bahnhof Oberbilk S“ geändert. Dies geschah vor dem Hintergrund der im Herbst 2011 erfolgten Umbenennung der nahegelegenen Multifunktionshalle vom bisherigen Namen „PhilipsHalle“ in Mitsubishi Electric Halle.

## Bahnhofsanlage
Der U-Bahnhof ist über Rolltreppen sowie über einen Aufzug erreichbar, er ist damit barrierefrei. Die obere Ebene des Bahnhofs ist die Verteilerebene und führt in die tiefer gelegene Bahnsteigebene. Letztere verfügt über zwei Seitenbahnsteige, an denen die Linien Richtung Holthausen und Richtung Duisburg bzw. Meerbusch/Am Seestern halten.

## Bedienung

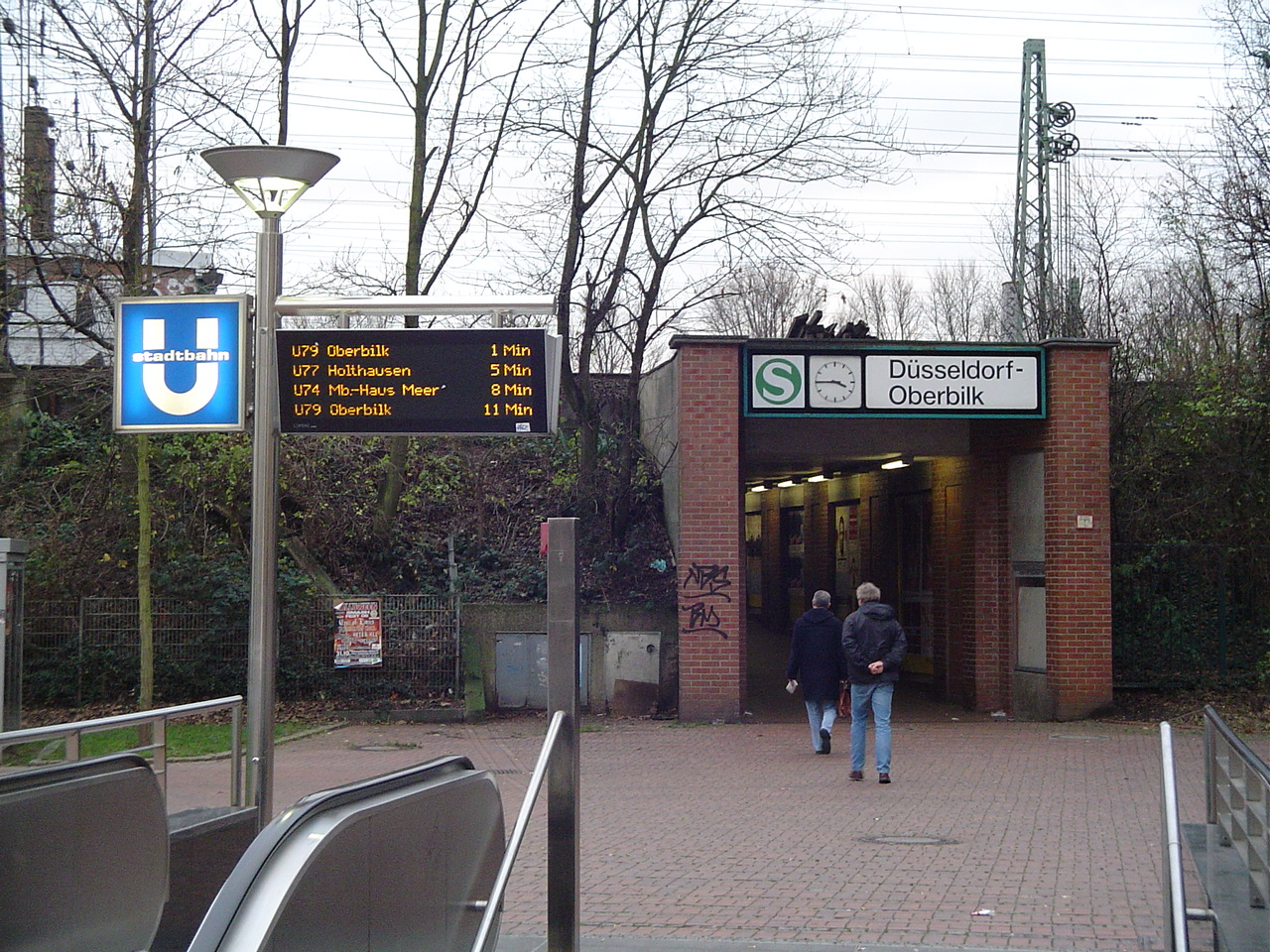
Übergang zum nahegelegenen S-Bahnhof

Der U-Bahnhof Oberbilk S befindet sich an der ersten Stammstrecke des Düsseldorfer Stadtbahnnetzes. Alle auf dieser Strecke verkehrende Stadtbahnlinien bedienen den U-Bahnhof.
Über die Linie aus Duisburg wird die Nachbarstadt, sowie die nördlichen Stadtteile Wittlaer, Kaiserswerth und Lohausen erreicht. Die in das Linksrheinische abzweigende Linie bindet die dortigen Stadtteile Oberkassel und Lörick, die Nachbarstadt Meerbusch sowie die Stadt Krefeld an. In Richtung Altstadt besteht die Verbindung zu dem zentralen Umsteigepunkt Heinrich-Heine-Allee. Dort sind Umsteigemöglichkeiten zu mehreren Straßenbahn- und Buslinien sowie seit 2016 zur dritten Stammstrecke, der sogenannten Wehrhahn-Linie vorhanden. Davor liegt der Umsteigebahnhof Düsseldorf Hbf, welcher die Stadtbahn mit der S-Bahn Rhein-Ruhr und weiteren Verbindungen im Regional- und Fernverkehr verknüpft. Im weiteren Verlauf der ersten Stammstrecke werden die südlich gelegenen Stadtteile Wersten, Holthausen und Benrath, sowie die Heinrich-Heine-Universität und der Botanische Garten angebunden.
Bis auf die Linie U79, welche gemeinsam mit der Duisburger Verkehrsgesellschaft betrieben wird, werden alle Stadtbahnlinien von der Düsseldorfer Rheinbahn bedient. So verkehren auf der Linie U79, seitens der Duisburger Verkehrsgesellschaft, hochflurige Stadtbahnfahrzeuge des Typs B80C. Zusätzlich werden hier, wie auch auf allen anderen Linien, Wagen des Typs B80D, ebenfalls hochflurig, eingesetzt.
Alle Linien der Stadtbahn, Straßenbahn und S-Bahn können mit Fahrausweisen des Verkehrsverbundes Rhein-Ruhr genutzt werden.
| Linie | Verlauf | Takt                             |
| ----- | --- | -------------------------------- |
| U 76  | Krefeld, Rheinstraße1 – Krefeld Hbf – Dießem – Königshof – Fischeln – KR-Fischeln, Grundend – Osterath, Görgesheide2 – Hoterheide – Kamperweg – Bovert – Haus Meer – Forsthaus – Büderich, Landsknecht – Düsseldorf-Lörick3 – Löricker Straße – Lohweg – Prinzenallee – Heerdter Sandberg – Comenius-Gymnasium – Belsenplatz – Barbarossaplatz – Luegplatz – Tonhalle/Ehrenhof – U Heinrich-Heine-Allee – U Steinstraße/Königsallee – U Oststraße – U Düsseldorf Hbf – U Oberbilker Markt/Warschauer Straße – U Ellerstraße – U D-Oberbilk – Kaiserslautener Straße – Provinzialplatz – Werstener Dorfstraße – Opladener Straße – Ickerswarder Straße – Elbruchstraße – D-Holthausen4 Hochflurbetrieb der Rheinbahn; ehemalige K-Bahn; Abschnitt 3–4 dieser Linie gehört zum Düsseldorfer Nachtnetz; in den Schulferien gilt ein besonderer Fahrplan. Abweichender Takt: Abschnitt 3–4: Mo–Sa 21–0 Uhr und So alle 15 Minuten; Abschnitt 1–3: Mo–Sa 21–0 Uhr und So alle 30 Minuten | 20 min (1-3) 10 min (3-4)        |
| U 79  | D-Universität Ost/Botanischer Garten – Südpark – Werstener Dorfstraße – Provinzialplatz – Kaiserslauterner Straße – U D-Oberbilk – U Ellerstraße – U Oberbilker Markt/Warschauer Straße – U Düsseldorf Hbf – U Oststraße – U Steinstraße/Königsallee – U Heinrich-Heine-Allee – U Nordstraße – U Victoriaplatz/Klever Straße – Kennedydamm – Golzheimer Platz – Theodor-Heuss-Brücke – Reeser Platz – Nordpark/Aquazoo – Messe Ost/Stockumer Kirchstraße – Freiligrathplatz – Lohausen – Alte Landstraße – Kittelbachstraße – Klemensplatz – Kalkumer Schlossallee – Am Mühlenacker – Wittlaer1 – D-Froschenteich – DU-Kesselsberg – Angerbogen (nie in Betrieb genommen) – St. Anna Krankenhaus – Sittardsberg – Mühlenkamp – Münchener Straße – Waldfriedhof – Im Schlenk – Kulturstraße – Grunewald Betriebshof – Grunewald – Karl-Jarres-Straße – Kremerstraße – Musfeldstraße – Platanenhof – U Steinsche Gasse – U König-Heinrich-Platz – U Duisburg Hbf – U Duissern2 – U Auf dem Damm – U DU-Meiderich Bf 3 Hochflurbetrieb der Rheinbahn und DVG; ehemalige D-Bahn; in den Schulferien gilt ein besonderer Fahrplan. 15-Minuten-Takt Mo–Fr 19–20 Uhr, 20-Minuten-Takt Fr 17–19 Uhr und 30-Minuten-Takt Mo–Fr 19–22 Uhr (bis 3) und Sa 7–20 Uhr (bis 2) | 10 min (bis 1) 10/20 min (bis 3) |

Neben den Umsteigemöglichkeiten zwischen den einzelnen Stadtbahnlinien bestehen Umsteigebeziehungen zur Straßenbahn und drei Linien der S-Bahn Rhein-Ruhr.
| Linie | Verlauf | Takt |
| ----- | --- | --- |
| 701   | D-Rath, DOME/Am Hülserhof1 – PSD Bank Dome – Wahlerstr./JVA – D-Rath 2 – D-Rath Mitte – Mörsenbroich, Heinrichstraße 3 – Derendorf – Derendorf, Rather Straße/Hochschule HSD – Pempelfort, Dreieck4 – Venloer Str. – Nordstraße – Pempelfort, Sternstraße – Stadtmitte, Schadowstraße – Steinstraße – Stadtmitte, Berliner Allee4 – D-Friedrichstadt, Helmholtzstraße – Sonnenstraße (Friedrichstadt ) – Oberbilk, Kruppstraße – D-Oberbilk – Lierenfeld, Schlesische Straße – D-Eller Mitte – Eller, Vennhauser Allee 5 Betrieb im Standardtakt der Düsseldorfer Straßenbahnen; weitere Haltestellen nur im Abschnitt 2–5, aber alle Umsteigehaltestellen sind aufgeführt. | 10 min |
| S 1   | Solingen Hbf – SG-Vogelpark – Hilden Süd – Hilden – D-Eller – D-Eller Mitte – D-Oberbilk – D-Volksgarten – Düsseldorf Hbf – D-Wehrhahn – D-Zoo – D-Derendorf – D-Unterrath – D-Flughafen – Angermund – DU-Rahm – DU-Großenbaum – DU-Buchholz – DU-Schlenk – Duisburg Hbf – MH-Styrum – Mülheim (Ruhr) Hbf – E-Frohnhausen – Essen West – Essen Hbf – E-Steele – E-Steele Ost – E-Eiberg – Wattenscheid-Höntrop – BO-Ehrenfeld – Bochum Hbf – BO-Langendreer West – BO-Langendreer – DO-Kley – DO-Oespel – DO-Universität – DO-Dorstfeld Süd – DO-Dorstfeld – Dortmund Hbf Stand: Fahrplanwechsel Dezember 2023                                                              | 30 min 20 min (Solingen–Duisburg wochentags) 15 min (Essen–Dortmund wochentags)                                                                 |
| S 6   | Essen Hbf – Essen Süd – E-Stadtwald – E-Hügel – E-Werden – Kettwig – Kettwig Stausee – Hösel – Ratingen Ost – D-Rath – D-Rath Mitte – D-Derendorf – D-Zoo – D-Wehrhahn – Düsseldorf Hbf – D-Volksgarten – D-Oberbilk – D-Eller Süd – D-Reisholz – D-Benrath – D-Garath – D-Hellerhof – Langenfeld-Berghausen – Langenfeld (Rheinland) – Lev.-Rheindorf – Lev.-Küppersteg – Leverkusen Mitte – Lev.-Chempark – K-Stammheim – K-Mülheim – K-Buchforst – K-Messe/Deutz – Köln Hbf – K-Hansaring – K-Nippes (– K-Geldernstr./Parkgürtel – K-Longerich – K-Volkhovener Weg – K-Chorweiler – K-Chorweiler Nord – K-Blumenberg – K-Worringen) Stand: Fahrplanwechsel Dezember 2023 | 20 min (werktags) 30 min (sonn-/feiertags, Essen–Düsseldorf auch samstags) Nippes–Worringen nur werktags 5–20 Uhr und sonn-/feiertags 11–21 Uhr |
| S 68  | W-Vohwinkel – Haan-Gruiten – Hochdahl-Millrath – Hochdahl – Erkrath – D-Gerresheim – D-Flingern – Düsseldorf Hbf – D-Volksgarten – D-Oberbilk – D-Eller Süd – D-Reisholz – D-Benrath – D-Garath – D-Hellerhof – Langenfeld-Berghausen – Langenfeld (Rheinland) Stand: Fahrplanwechsel Dezember 2023 | 20 min (nur zur HVZ) |